# Transvulcania
La Transvulcania es una carrera de larga distancia que está considerada como una de las ultramaratones de montaña más duras de las Islas Canarias y una de las más importantes de España. El recorrido total tiene una longitud de 74,6 km y un desnivel acumulado de 8525 metros. Se celebra en la Isla de La Palma desde el año 2009 y cuenta con la participación de multitud de corredores internacionales.
Desde el año 2012, puntúa para el Campeonato del Mundo de Carreras de Montaña.

## La carrera

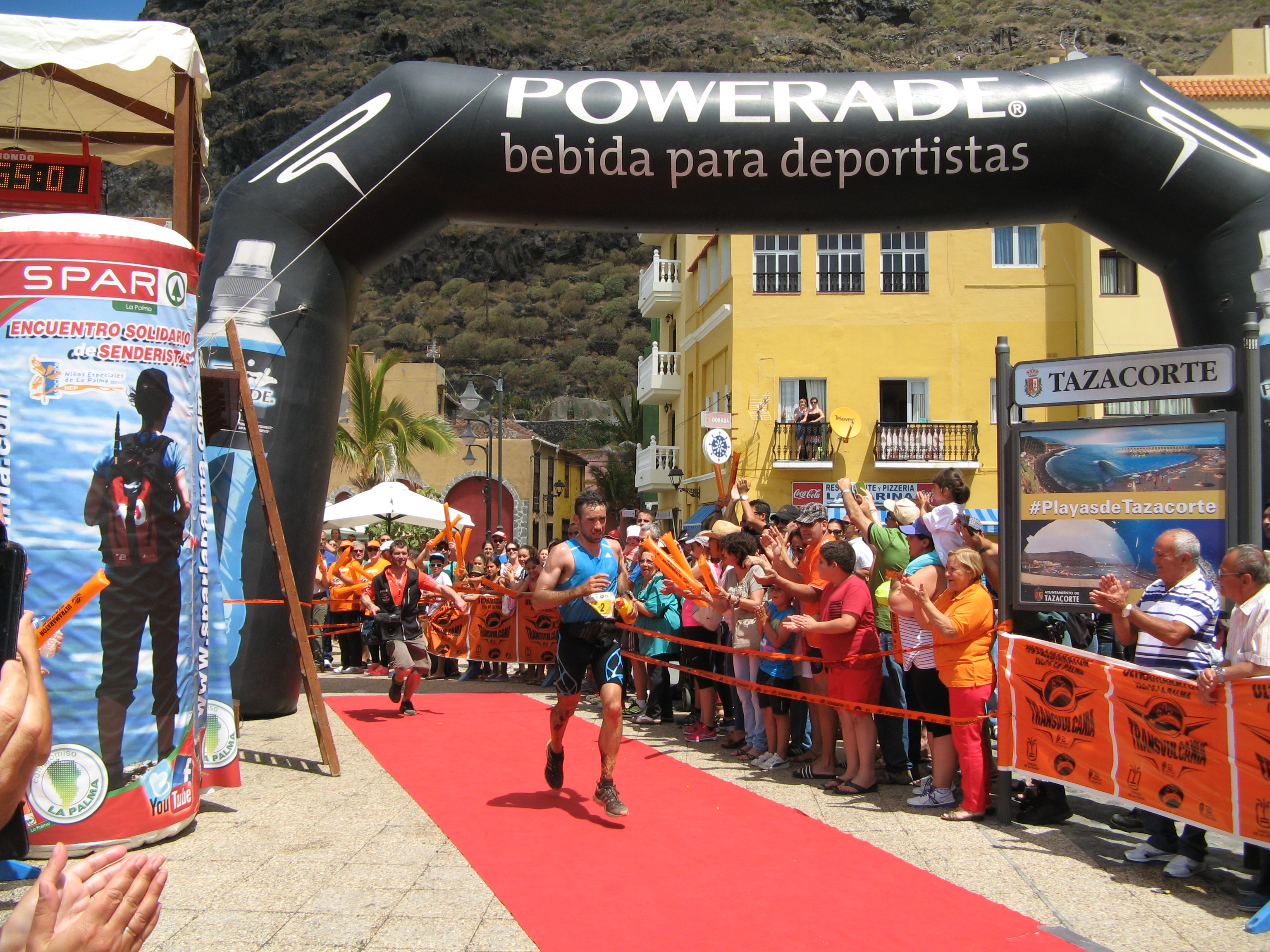
Luis Alberto Hernando, ganador de la Transvulcania 2014 en el tramo del Puerto de Tazacorte

La carrera comienza a las 6:00 a. m., por lo general un sábado, parte desde la costa a los pies del Faro de Fuencaliente, discurre por el sendero de Gran Recorrido GR-131 - Ruta del Bastón y se extiende a lo largo del municipio de El Paso por Las Deseadas, Refugio del Pilar, El Reventón, Pico de las Nieves, Pico de la Cruz y Roque de los Muchachos. La ruta llega hasta la Torre Forestal del Time en 61 kilómetros. Después de pasar por el municipio de Tijarafe, el camino se une a otro sendero de gran recorrido que empieza en el Puerto de Tazacorte con el conocido GR-130 - Camino Real de la Costa y en 12,3 kilómetros más, que es lo que dura este sendero, se llega a la meta en Los Llanos de Aridane completando los 74,6 kilómetros totales.
Los corredores deben pasar por más de 10 puntos de control que se sitúan por el camino, teniendo cada control un horario de cierre. Los corredores fuera del corte pueden ser retirados de la carrera, aunque la tardanza está tolerada, pues sus participantes suelen ser de distintos niveles y categorías.

### Inclusión de condiciones 2015
Para la edición del año 2015 y con el fin de dar mayor profesionalización deportivamente la prueba, la organización empezó a requerir a los inscritos en la ultramaratón y maratón la justificación de sus capacidades para superar con éxito las distancias. En el caso de los participantes de la ultramaratón tendrían que haber finalizado una carrera de montaña de al menos 40 kilómetros en los 18 meses previos al periodo de inscripción.

## Actividades

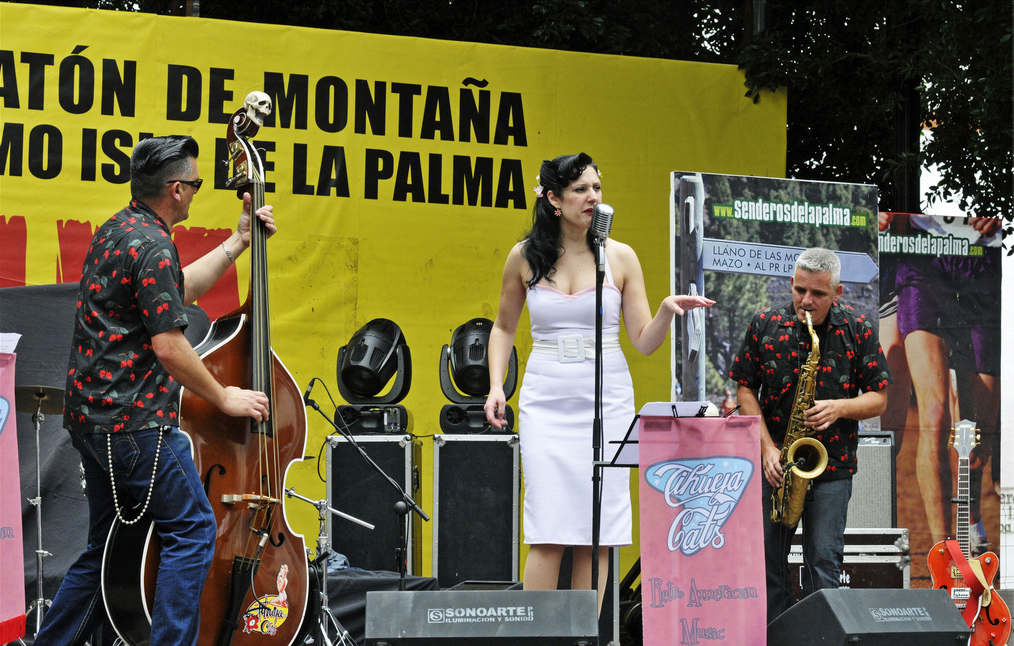
El grupo de música Tihuya Cats durante la Transvulcania 2011 en Los Llanos de Aridane

La celebración de la Transvulcania en La Palma ha propiciado una serie de eventos culturales tanto en la isla como fuera de ella, aprovechando la importante plataforma mediática y la gran cantidad de visitantes que aporta la competición.
Diversas actividades, como la actuación de grupos musicales, son la base de la atmósfera festiva que se crea en los días del evento. Cantantes locales interpretan canciones durante todo el día de la competición.
Otro proyecto que se realiza en la Transvulcania es la exposición en la calle de stands con información sobre la carrera, equipos deportivos, gastronomía y otros espacios de interés que ofrecen sus productos o servicios.
En lugares importantes de la isla y principalmente en Los Llanos de Aridane, durante los días previos a la Transvulcania, los edificios y las calles de la ciudad son iluminados con imágenes y carteles sobre este evento deportivo de gran interés.

## Historial Ultramaraton
| Año  | Participantes                                     | Nacionalidad                                      | Ganador hombres                                   | Tiempo                                            | Nacionalidad                                      | Ganador mujeres                                   | Tiempo                                            |
| ---- | ------------------------------------------------- | ------------------------------------------------- | ------------------------------------------------- | ------------------------------------------------- | ------------------------------------------------- | ------------------------------------------------- | ------------------------------------------------- |
| 2023 |                                                   | Estados Unidos (USA)                              | Dakota Jones                                      | 7:02:16                                           | Italia                                            | Martina Valmassoi                                 | 9:09:13                                           |
| 2022 |                                                   | Suecia (SWE)                                      | Petter Engdahl                                    | 7:10:29                                           | Estados Unidos (USA)                              | Abby Hall                                         | 8:29:10                                           |
| 2021 | Cancelado por la erupción del Volcán de Tajogaite | Cancelado por la erupción del Volcán de Tajogaite | Cancelado por la erupción del Volcán de Tajogaite | Cancelado por la erupción del Volcán de Tajogaite | Cancelado por la erupción del Volcán de Tajogaite | Cancelado por la erupción del Volcán de Tajogaite | Cancelado por la erupción del Volcán de Tajogaite |
| 2020 | Cancelado por la pandemia de Coronavirus          | Cancelado por la pandemia de Coronavirus          | Cancelado por la pandemia de Coronavirus          | Cancelado por la pandemia de Coronavirus          | Cancelado por la pandemia de Coronavirus          | Cancelado por la pandemia de Coronavirus          | Cancelado por la pandemia de Coronavirus          |
| 2019 |                                                   | Francia                                           | Thibaut Garrivier                                 | 7:11:04                                           | Países Bajos                                      | Ragna Debats                                      | 8:09:25                                           |
| 2018 |                                                   | España (ESP)                                      | Pere Aurell Bové                                  | 7:37:26                                           | Suecia (SWE)                                      | Ida Nilsson                                       | 8:40:43                                           |
| 2017 | 1506                                              | Estados Unidos (USA)                              | Timothy Lee Freriks                               | 7:02:03                                           | Suecia (SWE)                                      | Ida Nilsson                                       | 8:04:17                                           |
| 2016 | 1357                                              | España (ESP)                                      | Luis Alberto Hernando                             | 7:04:44                                           | Suecia (SWE)                                      | Ida Nilsson                                       | 8:14:18                                           |
| 2015 | 1800                                              | España (ESP)                                      | Luis Alberto Hernando                             | 6:52:39                                           | Suecia (SWE)                                      | Emelie Forsberg                                   | 8:32:59                                           |
| 2014 | 4636                                              | España (ESP)                                      | Luis Alberto Hernando                             | 6:55:41                                           | Nueva Zelanda (NZL)                               | Anna Frost                                        | 8:10:41                                           |
| 2013 | 2445                                              | España (ESP)                                      | Kilian Jornet                                     | 6:54:09                                           | Suecia (SWE)                                      | Emelie Forsberg                                   | 8:13:22                                           |
| 2012 | 1492                                              | Estados Unidos (USA)                              | Dakota Jones                                      | 6:59:07                                           | Nueva Zelanda (NZL)                               | Anna Frost                                        | 8:11:31                                           |
| 2011 | 805                                               | España (ESP)                                      | Miguel Heras Hernández                            | 7:32:11                                           | España (ESP)                                      | Mónica Aguilera                                   | 10:00:03                                          |
| 2010 | 647                                               | España (ESP)                                      | Miguel Heras Hernández                            | 8:09:32                                           | España (ESP)                                      | Nerea Martínez                                    | 10:53:33                                          |
| 2009 | 378                                               | España (ESP)                                      | Salvador Calvo Redondo                            | 9:00:36                                           | España (ESP)                                      | Marta Prat Llorens                                | 13:37:51                                          |

## Récords

### Ultramaratón
| Año  | Nacionalidad | Participante          | Tiempo  | Prueba       | Categoría |
| ---- | ------------ | --------------------- | ------- | ------------ | --------- |
| 2015 | España (ESP) | Luis Alberto Hernando | 6:52:39 | Ultramaratón | Masculina |
| 2017 | Suecia (SWE) | Ida Nilsson           | 8:04:17 | Ultramaratón | Femenina  |

### Mediamaratón
| Año  | Nacionalidad | Participante     | Tiempo  | Prueba       | Categoría |
| ---- | ------------ | ---------------- | ------- | ------------ | --------- |
| 2014 | Italia (ITA) | Martin Dematteis | 2:19:58 | Mediamaratón | Masculina |
| 2014 | Italia (ITA) | Elisa Desco      | 2:46:41 | Mediamaratón | Femenina  |